# Stephen Carpenter
Stephen (Stef) Carpenter (Sacramento, 3 augustus 1970) is een Amerikaans gitarist. Hij is medeoprichter en leadgitarist van de Amerikaanse rockband Deftones.

## Biografie
Stephen Carpenter werd op 3 augustus 1970 geboren in Sacramento in een gezin bestaande uit zijn moeder Maria en zijn zus Marci. Hij groeide op in de omgeving van Sacramento en deed verschillende hobby's, waaronder skateboarden.
Op vijftienjarige leeftijd werd Carpenter tijdens het skateboarden aangereden door een auto, waardoor hij voor enkele maanden in een rolstoel belandde. In deze periode leerde hij zichzelf gitaar spelen, door mee te spelen met nummers van Anthrax, Stormtroopers of Death en Metallica. Er is een tijd lang beweerd dat Carpenter van de verantwoordelijke bestuurder een schadevergoeding had gekregen waarvan de bandleden van Deftones instrumenten en geluidsapparatuur hadden aangeschaft. Deftones' drummer Abe Cunningham verklaarde echter in een interview in januari 2007 dat dit verhaal een fabeltje was over het begin van de band.
Carpenter, Cunningham en Chino Moreno zaten op dezelfde highschool. Ze waren jeugdvrienden en kenden elkaar via de skateboard-scene in Sacramento. Het drietal begon rond 1988 te jammen in Carpenters garage en na een aantal eerdere bassisten sloot Chi Cheng zich bij de band aan.
Met Deftones bracht hij tot op heden zes studioalbums uit en won hij in 2001 een Grammy Award voor het nummer "Elite" van het album White Pony.

### Muzikale invloeden
Carpenter heeft laten optekenen dat hij vooral luistert naar rap maar dat hij daarnaast beïnvloed is door Meshuggah, Fear Factory, Metallica, Slayer, Anthrax en Faith No More. Op meer ingetogen nummers zijn z'n invloeden van Depeche Mode en Led Zeppelin te horen. Zijn favoriete album aller tijden is Chaosphere van Meshuggah.

### Nevenprojecten
Carpenter heeft naast zijn activiteiten bij Deftones het nevenproject Sol Invicto, een band die omschreven wordt als 'metal-meets-drum and bass'. Naast Carpenter op gitaar bestaat de band uit percussionist Eric Bobo van Cypress Hill, vocalist Richie Londres en Sikth-drummer Dan Foord. Tot nu toe bracht Sol Invicto twee demo-tapes uit.
Daarnaast is Carpenter ook actief in Kush, samen met Christian Olde Wolbers en Raymond Herrera van Fear Factory en B-Real van Cypress Hill.

## Discografie

### Deftones
Studioalbums:
- 1995 • Adrenaline
- 1997 • Around the Fur
- 2000 • White Pony
- 2003 • Deftones
- 2006 • Saturday Night Wrist
- 2010 • Diamond Eyes
- 2012 • Koi No Yokan
- 2016 • Gore

Voor compleet overzicht zie discografie Deftones.

### Sol Invicto
- 2008 • Unidose
- 2008 • Carrion
- 2011 • Initium I
- 2013 • Initium II